# آرمسترانگ سیدلی جنت
آرمسترانگ سیدلی جنت (به انگلیسی: Armstrong Siddeley Genet) یک موتور هواگرد ساختِ کارخانهٔ آرمسترانگ سیدلی در کشور بریتانیا است.